# 三陽金龍
三陽金龍，為廈門金龍（通稱大金龍，又名金龍號）和三陽工業（簡稱三陽）共同於臺灣地區啟用的品牌名稱，以作大金龍車輛在臺銷售之商標。

## 沿革概略
2004年三陽工業與廈門金龍開始合作關係。2008年，中華民國交通部頒布無障礙相關政策，低地板公車需求增加；三陽引進廈門金龍客車產品來臺灣組裝，並掛上三陽金龍品牌標誌交由中興巴士和光華巴士營運使用。
2007年，三陽金龍於桃園縣觀音工業區設廠投產，供應台灣市場。首批生產的6121型低底盤公車，已於2008年正式在台北市區道路上行駛。2008年12月，三陽金龍發表新款中型巴士，供應台灣市場的需求。
2009年9月8日，三陽工業與廈門金龍簽訂來臺投資合作意向書；雙方預估總投資金額達新臺幣數十億元，並宣布將成立合資公司以發展巴士、其他車輛及相關零件製造銷售事業。
在臺北市政府交通局確立低地板公車補助政策後，中興巴士暨關係企業將訂單轉交由其早先自行投資的金龍汽車製造；三陽金龍最終只獲得亞通巴士和東南客運各訂購一輛試作車，該商標之主力產品變為乙類大客車（中型巴士），三陽工業遂決定脫手經營，並改由貿易商接手。
2018年5月以前，三陽持有廈門金龍聯合汽車公司（大金龍）股份約25%，並派任副董事長與總經理參與該公司之營運。
2018年5月，三陽工業宣布處分持有的廈門金龍汽車25%股權，並由廈門金龍汽車集團買回。

## 產品

三陽金龍生產之XMQ6121G第一代造型（已淘汰）
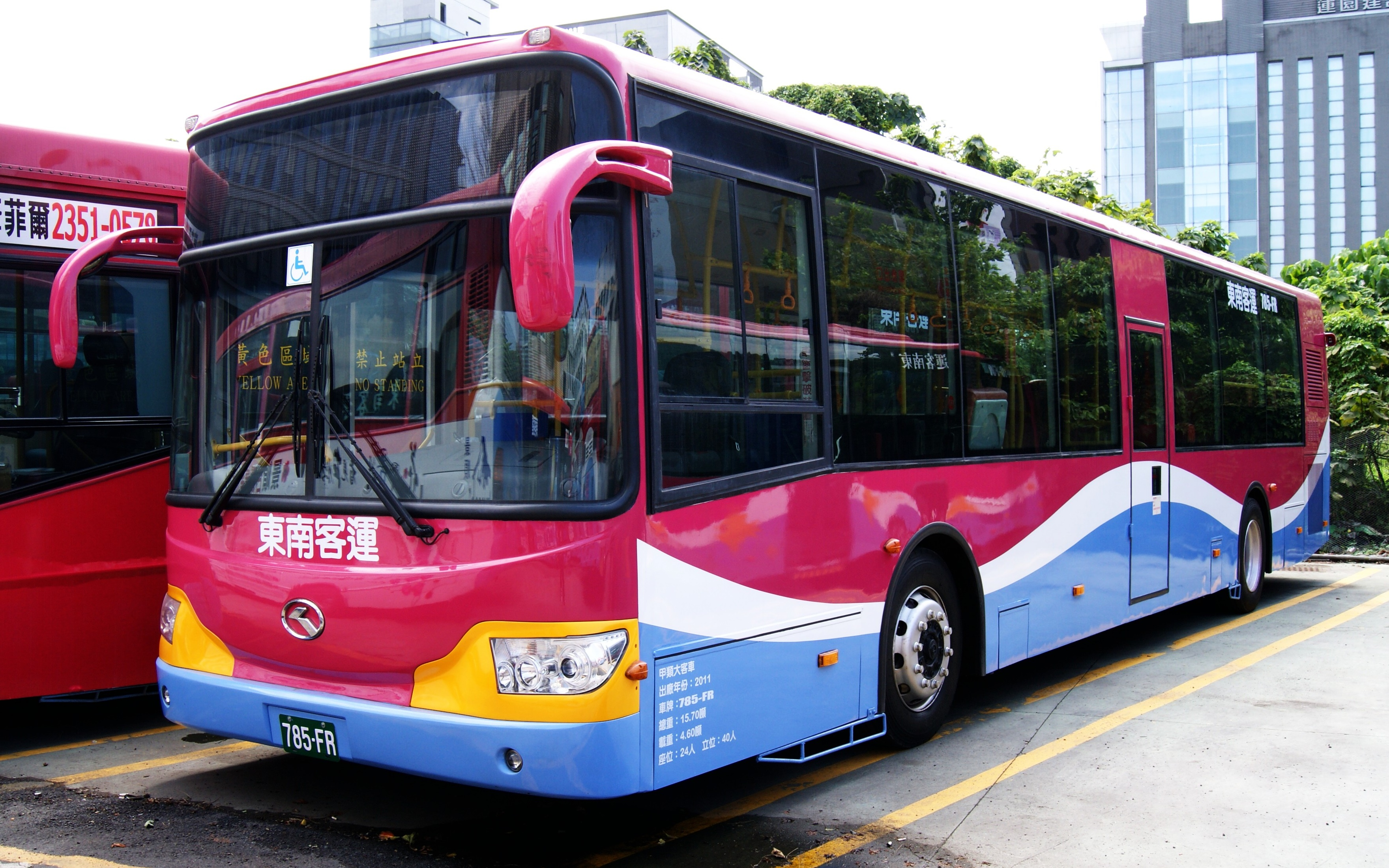
三陽金龍生產之XMQ6121G第三代造型
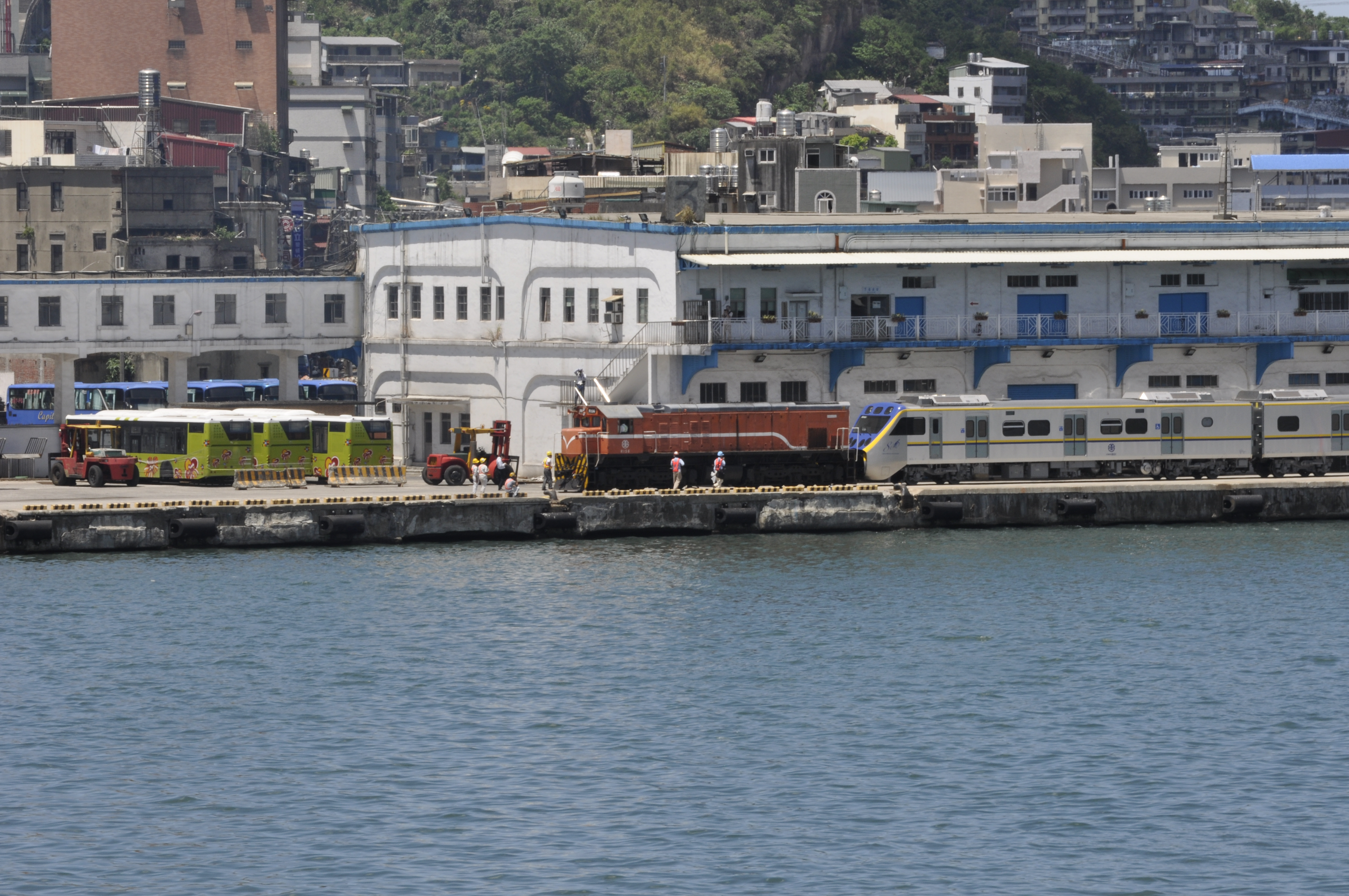
XMQ6120AGD5 和 EMU800

- XMQ6121G
  - 使用業者：中興（已經淘汰）、光華（已經淘汰）、亞通（已經淘汰）、東南
- XMQ6180G
  - 使用業者：大都會（尚未上路）
- XMQ6120AGD5
  - 使用業者：首都、大都會、臺北、港都
- KL5850L(電動巴士)
  - 使用業者：屏東、港都
- AITJC3D1D1D2(中型巴士)
  - 使用業者：皇家（已經淘汰）、金牌